# Pelexia mouraei
Pelexia mouraei är en orkidéart som beskrevs av Rudolf Schlechter. Pelexia mouraei ingår i släktet Pelexia och familjen orkidéer. Inga underarter finns listade i Catalogue of Life.